# Glacier Abbotsmith
Le glacier Abbotsmith est un glacier situé sur l'île Heard.